# Морев, Александр Сергеевич
Алекса́ндр Серге́евич Мо́рев (настоящая фамилия Пономарёв; 3 января 1934, Ленинград, СССР — 8 июля 1979, Ленинград) — советский поэт и прозаик, художник.

## Биография
Родился 3 января 1934 года в Ленинграде. Во время блокады Ленинграда потерял мать, бабушку и маленького брата. Жил во время войны и до середины 1970 х гг. на 9 линии Васильевского острова, д. 44. Учился в средней школе при Институте имени Репина. В 1953 г. — в последний год обучения, был исключён за «формализм».
Работал графиком-оформителем в ленинградских журналах и издательствах, главным образом в журнале «Нева». Выставлялся с авангардными художниками в кратковременных групповых экспозициях в клубе завода имени Козицкого (1968—1969); участник выставки в ДК «Невский» 1975 года.
По замечанию С. Савицкого, принадлежал к так называемой «произносительной» поэзии 1960-х годов.
17 февраля 1960 года выступил на заседании литобъединения «Нарвская застава» в ленинградском доме культуры имени Горького, вызвав возмущение Александра Прокофьева.
Первые стихи смог опубликовать только в 1966 году в альманахе «Молодой Ленинград». В 1967 году в состоянии аффекта сжёг многие свои стихи и рисунки.
До конца жизни писал роман «Костёр и звёзды».

### Гибель
Находясь в депрессии после увольнения из журнала «Нева», 8 июля 1979 года покончил жизнь самоубийством, бросившись в вентиляционную шахту строившейся станции метро. Похоронен на Южном кладбище.

## Память
Единственная персональная выставка Александра Морева состоялась после его смерти в редакции журнала «Аврора» в 1980 году.
Гибель Морева вызвала широкий отклик в среде неофициальной литературы: из посвящённых его памяти стихотворений были составлены четыре самиздатских сборника.

### Публикации Александра Морева

#### Книги
- Листы с пепелища: Стихи. — Л., 1990. — 112 с.
- Рыбий глаз: [65 стихотворений, не вошедших в книгу «Листы с пепелища»] / Сост. А. Домашёв. — СПб., 1994.

#### Отдельные публикации
- Молодой Ленинград. - Л., 1966
- День поэзии. — Л., 1967.
- День поэзии. — Л., 1968.
- День поэзии. Л., 1971.
- Раненый и трус: Повесть // Часы. — 1976. — № 2.
- Стихи // Часы. — 1976. — № 4.
- Стихи // Часы. — 1979. — № 21.
- Стихи // Время и мы. — 1980. — № 52. — С. 100—106.
- Стихи // Аврора. — 1980. — № 3. — С. 151—153.
- Стихи // Грани. — 1987. — № 145.
- День поэзии. — Л., 1988. — С.109—111.
- Поэзия второй половины XX века /Сост. И.А. Ахметьев, М.Я. Шейнкер. — М.: СЛОВО/SLOVO, 2002. — С.589—591.
- Коллекция: Петербургская проза (ленинградский период). 1970-е. — СПб.: Издательство Ивана Лимбаха, 2003.
- Актуальная поэзия на Пушкинской-10: Антология / Сост. Т. Буковская, В. Мишин, В. Земских. — К.: Птах, 2009. — С.20— 22.

### Об Александре Мореве
- Горбовский Г. Неоконченная беседа // Аврора. — 1980. — № 3.
- Самиздат Ленинграда. 1950-е — 1980-е. — М., 2003.
- Огрызко В. В. Морев Александр Сергеевич // Огрызко В. В. Из поколения шестидесятников: Материалы к словарю русских писателей двадцатого века. — М.: Литературная Россия, 2003. — С 170.
- Бетаки Василий. С неводом на берегу Леты // Звезда. — 2004. — № 11.
- Гозиас С. Папа Карло // У Голубой Лагуны: Антология новейшей русской поэзии. — Т. 5А. — С. 413-414.
- Горбовский Г. Остывшие следы. — Л., 1991. — С.85—89.
- Шнейдерман Эдуард. «Это слово, в штольне затихшее, — я!» // Звезда. — 2009. — № 5.